# Partito Unionista dell'Ulster

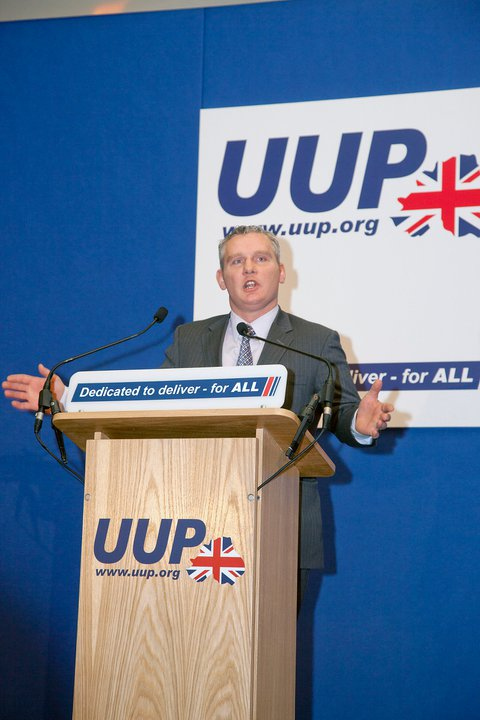
Manifestazione dell'UUP nel 2010.

Il Partito Unionista dell'Ulster (in inglese Ulster Unionist Party, UUP) è un partito politico britannico dell'Irlanda del Nord, di stampo conservatore, fondato nel 1905. Il presidente è Jill Macauley.

## Storia
Fu tradizionalmente affiliato nel National Union of Conservative and Unionist Associations con il partito conservatore britannico, ma nel 1985 ne uscì, per protesta contro l'accordo anglo-irlandese.
Alle elezioni del 2011 per l'Assemblea del Nord Irlanda, l'UUP ha ottenuto il 13,2% dei voti e 16 seggi. L'UUP nelle ultime competizioni elettorali ha subito un lento calo, al pari del Partito Socialdemocratico e Laburista (SDLP). L'UUP e SDPL rappresentano le due tradizionali componenti conservatrice-unionista e socialdemocratica-indipendentista del Nord Irlanda. Gli accordi del "Venerdì Santo", che hanno frenato la violenza etnico-politica, hanno, però, avvantaggiato le due componenti conservatrice-unionista del Partito Unionista Democratico e socialista-indipendentista dello Sinn Féin, entrambe più radicali, che sono divenuti i primi due partiti nord-irlandesi.

## Ideologia e posizioni
L'UUP difende l'unione dell'Irlanda del Nord con il Regno Unito ed essenzialmente la comunità protestante. Di orientamento sostanzialmente moderato, è alleato con i Conservatori britannici per le elezioni,noto come "Ulster Conservatives and Unionists –New Force".
Nel Parlamento europeo l'UUP ha aderito dal 2009 al 2014 al Gruppo dei Conservatori e dei Riformisti Europei.
Nel referendum sulla permanenza del Regno Unito nell'Unione europea del 2016 l'UUP ha sostenuto la campagna per rimanere all'interno della UE con una mozione del 5 marzo 2016 in cui il partito dichiarava che "nel complesso l'Irlanda del Nord fa meglio a rimanere nell'Unione europea, con una spinta del governo del Regno Unito per delle riforme e un ritorno al principio fondante del libero scambio, non un'unione politica rafforzata. Il partito rispetta la scelta individuale di chi vota a favore dell'uscita".

## Struttura

### Leader
| Immagine | Nome                         | Mandato | Mandato   | Note                                             |
| -------- | ---------------------------- | ------- | --------- | ------------------------------------------------ |
|          | Colonnello Edward Saunderson | 1905    | 1906      | Anche leader del Partito Unionista Irlandese     |
|          | Walter Hume Long             | 1906    | 1910      | Anche leader del Partito Unionista Irlandese     |
|          | Sir Edward Carson            | 1910    | 1921      | Anche leader del Partito Unionista Irlandese     |
|          | Visconte Craigavon           | 1921    | 1940      | 1º Primo ministro dell'Irlanda del Nord          |
|          | John Miller Andrews          | 1940    | 1943      | 2º Primo ministro dell'Irlanda del Nord          |
|          | Visconte Brookeborough       | 1943    | 1963      | 3º Primo ministro dell'Irlanda del Nord          |
|          | Capitano Terence O'Neill     | 1963    | 1969      | 4º Primo ministro dell'Irlanda del Nord          |
|          | James Chichester-Clark       | 1969    | 1971      | 5º Primo ministro dell'Irlanda del Nord          |
|          | Brian Faulkner               | 1971    | 1974      | 6º e ultimo Primo ministro dell'Irlanda del Nord |
|          | Harry West                   | 1974    | 1979      |                                                  |
|          | James Molyneaux              | 1979    | 1995      |                                                  |
|          | David Trimble                | 1995    | 2005      | Primo ministro dell'Irlanda del Nord             |
|          | Sir Reg Empey                | 2005    | 2010      |                                                  |
|          | Tom Elliott                  | 2010    | 2012      |                                                  |
|          | Mike Nesbitt                 | 2012    | 2017      |                                                  |
|          | Robin Swann                  | 2017    | 2019      |                                                  |
|          | Steve Aiken                  | 2019    | 2021      |                                                  |
|          | Doug Beattie                 | 2021    | in carica |                                                  |

### Presidenti
- ?: George Clarke
- 1990: Josias Cunningham
- 2000: Martin Smyth
- 2004: Dennis Rogan, barone Rogan
- 2006: Robert John White

### Segretari generali
- 1905: T.H. Gibson
- 1906: Dawson Bates
- 1921: Wilson Hungerford
- 1941: Billy Douglas
- 1963: Jim Bailie
- 1974: Norman Hutton
- 1983: Frank Millar Jr
- 1987: Jim Wilson
- 1998: David Boyd
- 200?: Alastair Patterson
- 2004: Lyle Rea
- 2005: Will Corry
- 2007: Jim Wilson

## Risultati elettorali

### Elezioni europee
| Anno | Voti    | Seggi  |
| ---- | ------- | ------ |
| 1979 | 125 169 | 1 / 81 |
| 1984 | 147 169 | 1 / 81 |
| 1989 | 118 785 | 1 / 81 |
| 1994 | 133 459 | 1 / 87 |
| 1999 | 119 507 | 1 / 87 |
| 2004 | 91 164  | 1 / 78 |
| 2014 | 83 438  | 1 / 73 |
| 2019 | 53 052  | 0 / 73 |

### Elezioni britanniche
Il totale dei seggi è riferito a quelli assegnati all'Irlanda del Nord.
| Anno       | Percentuale di voti | Seggi   |
| ---------- | ------------------- | ------- |
| 1922       |                     | 10 / 13 |
| 1923       |                     | 10 / 13 |
| 1924       |                     | 10 / 13 |
| 1929       |                     | 9 / 13  |
| 1931       |                     | 11 / 13 |
| 1935       |                     | 9 / 13  |
| 1945       | 61,0%               | 9 / 13  |
| 1950       | 62,8%               | 10 / 12 |
| 1951       | 59,4%               | 9 / 12  |
| 1955       | 68,5%               | 10 / 12 |
| 1959       | 77,2%               | 12 / 12 |
| 1964       | 63,2%               | 12 / 12 |
| 1966       | 61,8%               | 9 / 12  |
| 1970       | 54,3%               | 8 / 12  |
| 1974 (Feb) | 32,3%               | 7 / 12  |
| 1974 (Ott) | 36,5%               | 6 / 12  |
| 1979       | 36,6%               | 5 / 12  |
| 1983       | 34,0%               | 11 / 17 |
| 1987       | 37,8%               | 9 / 17  |
| 1992       | 35,4%               | 9 / 17  |
| 1997       | 32,7%               | 10 / 17 |
| 2001       | 26,7%               | 10 / 18 |
| 2005       | 17,7%               | 1 / 18  |
| 2010       | 15,2%               | 0 / 18  |
| 2015       | 16,0%               | 2 / 18  |
| 2017       | 10,3%               | 0 / 18  |
| 2019       | 11,7%               | 0 / 18  |

### Elezioni nordirlandesi
| Anno | Voti    | Seggi    |
| ---- | ------- | -------- |
| 2022 | 96 390  | 9 / 90   |
| 2017 | 103 314 | 10 / 90  |
| 2016 | 87 302  | 16 / 108 |
| 2011 | 87 531  | 16 / 108 |